# Парламентские выборы в Сербии (2007)
Досрочные парламентские выборы в Сербии 2007 года прошли 21 января.

## Избирательная система
На этих выборах для распределения депутатских мандатов был использован метод д'Ондта. В течение 10 дней после объявления окончательных результатов выборов их участники, партии и коалиции, должны были решить, кто из кандидатов займёт места в парламенте. На проведение переговоров о формировании правительства партиям было выделено три месяца.
Заградительный барьер на выборах, как и ранее, составлял 5 %, но для партий этнических меньшинств он был значительно ниже. Право голосовать имели 6 652 105 гражданина Сербии, из них 31 370 проживали за рубежом и 7082 находились в тюрьмах. Большинство косовских албанцев не зарегистрировались для участия в выборах. Были открыты 8441 избирательный участок, 58 из которых были за границей.

## Участники выборов
Для участия в выборах было зарегистрировано 20 партийных списков. Списки приведены в порядке публикации комиссией и под теми номерами под которыми они значились в избирательном бюллетене.
1. Демократическая партия, в список также были включены представители Санджакской демократической партии, Демократического альянса хорватов в Воеводине, Национального совета словацкого национального меньшинства и Буневского национального совета. Список также поддержала Партия за Санджак.
2. G17+ во главе с Младжаном Динкичем.
3. Либерально-демократическая партия — Гражданский альянс Сербии — Социал-демократический союз — Лига социал-демократов Воеводины. Также в список вошли член Христианско-демократической партии Сербии и ряд видных интеллектуалов сербского общества. Возглавил список бывший вице-премьер и лидер либеральных демократов Чедомир Йованович.
4. Сербская радикальная партия во главе с Воиславом Шешелем.
5. Демократическая партия Сербии — «Новая Сербия», в список также были включены кандидаты партий «Единая Сербия» и Сербского демократического движения обновления. Коалицию возглавил премьер-министр Воислав Коштуница.
6. Движение «Сила Сербии» во главе с бизнесменом Боголюбом Каричем.
7. Сербское движение обновления, в список вошли члены партии «Либералы Сербии», Сербской лиги за возвращение имущества, Народной крестьянской партии и Движения «Жить для Краины». Возглавил список министр иностранных дел Вук Драшкович.
8. Альянс воеводинских венгров во главе с Йожефом Каса.
9. Партия объединённых пенсионеров Сербии — Социал-демократическая партия, также в списке были представители Социалистической народной партии.
10. Список за Санджак во главе с Сулейманом Углянином включал Партию демократического действия Санджака, Боснийскую демократическую партию Санджака, Реформистскую партию Санджака, Социал-либеральную партию Санджака и Социал-демократическую партию Санджака.
11. Социалистическая партия Сербии.
12. Бранко Павлович — «Потому что это должно быть лучше».
13. Коалиция «Воеводинские партии» во главе с Игором Курячки она включала Воеводинскую партию, Гражданское движение Воеводины, партию «Наша Воеводина», Сремскую партию, Партию миноритарных акционеров, пенсионеров и безработных, а также Партию пенсионеров и работников Сербии.
14. Союз рома Сербии во главе с Райко Джуричем, в список также вошли члены Влашских демократов Сербии.
15. Реформистская партия Александра Вишнича.
16. Демократическое сообщество Сербии во главе с Обреном Йоксимовичем при поддержке Партии инвалидов.
17. Коалиция албанцев Прешевской долины, включавшую Партию демократических действий Риза Халими и Демократический союз долины Скендера Дестани. Два других региональных албанские партии первоначально вошли в коалицию, но позже изменили своё мнение и призвали прешевских албанцев бойкотировать выборы.
18. «Социал-демократия» во главе с Ненадом Вукасовичем вместе с Социал-демократической партией, Культурным движением Сербии и Сербской косовометохийской партией.
19. Коалиция «Венгерское единство» во главе с Андраш Агоштоном и Палом Шандором включала Демократическое сообщество воеводинских венгров, Демократический альянс воеводинских венгров и Молодёжное движение «64 уезда».
20. Ромская партия во главе с Срджаном Саином.

### Лозунги
Политические лозунги на выборах 2007 года:
|  | Партия | Оригинал                                   | Перевод                                       |
|  | Демократическая партия | Зато што живот не може да чека             | Потому что жизнь не может ждать               |
|  | G17+ | Стручност испред политике                  | Экспертиза перед политикой                    |
|  | Либерально-демократическая партия — Гражданский альянс Сербии — Социал-демократический союз — Лига социал-демократов Воеводины | Од нас зависи                              | От нас зависит                                |
|  | Сербская радикальная партия | Да већ данас буде боље                     | Уже сегодня дня всё может стать лучше         |
|  | Демократическая партия Сербии / «Новая Сербия»                                                                                 | Живела Србија                              | Да здравствует Сербия                         |
|  | Движение «Сила Сербии» | Србија има снаге                           | Сербия имеет силу                             |
|  | Сербское движение обновления                                                                                                   | Вреди се борити                            | 'За это стоит бороться                        |
|  | Социалистическая партия Сербии                                                                                                 | Србијо, главу горе                         | Сербия, выше голову                           |
|  | Альянс воеводинских венгров | Нова Sansa                                 | Новый шанс                                    |
|  | Список за Санджак | За Санџак у европској Србији               | За Санджак в европейской Сербии               |
|  | Коалиция албанцев Прешевской долины                                                                                            | За бољи живот Албанаца у Прешевској долини | Для лучшей жизни албанцев в Прешевской долине |

## Результаты выборов
| Партия                                                                        | Оригинальное название                                                                     | Голоса    | %     | Места | Изменения |
| ----------------------------------------------------------------------------- | ----------------------------------------------------------------------------------------- | --------- | ----- | ----- | --------- |
| Сербская радикальная партия                                                   | серб. Српска радикална странка, СРС                                                       | 1 153 453 | 28,60 | 81    | ▼1        |
| Демократическая партия                                                        | серб. Демократска странка, ДС                                                             | 915 854   | 22,71 | 64    | ▲41       |
| Демократическая партия Сербии / «Новая Сербия»                                | серб. Демократска странка Србије, ДПС / серб. Нова Србија, НС                             | 667 615   | 16,55 | 47    | ▼10       |
| G17+                                                                          | серб. Г17 плус                                                                            | 275 041   | 6,82  | 19    | ▼12       |
| Социалистическая партия Сербии                                                | серб. Социјалистичка партија Србије                                                       | 227 580   | 5,64  | 16    | ▼6        |
| Коалиция Чедомира Йовановича                                                  |                                                                                           | 214 262   | 5,31  | 15    | ▲8        |
| Сербское движение обновления                                                  | серб. Српски покрет обнове, СПО                                                           | 134 147   | 3,33  | 0     | ▼13       |
| Партия объединённых пенсионеров Сербии / Социал-демократическая партия Сербии | серб. Партија уједињених пензионера Србије, ПУПС) / серб. Социјалдемократска партија, СДП | 125 324   | 3,11  | 0     | новые     |
| Движение «Сила Сербии»                                                        | серб. Покрет снага Србије                                                                 | 70 727    | 1,75  | 0     | ▼новый    |
| Альянс воеводинских венгров                                                   | серб. Савез војвођанских Мађара, СВМ                                                      | 52 510    | 1,30  | 3     | ▲3        |
| «Список за Санджак»                                                           | серб. Листа за Санџак                                                                     | 33 823    | 0,84  | 2     | ▬         |
| Союз рома Сербии                                                              | серб. Унија Рома Србије                                                                   | 17 128    | 0,42  | 1     | ▲1        |
| Коалиция албанцев Прешевской долины                                           | серб. Коалиција Албанаца Прешевске долине                                                 | 16 973    | 0,42  | 1     | ▲1        |
| Бранко Павлович — «Потому что это должно быть лучше»                          | серб. „Зато што мора боље“                                                                | 15 722    | 0,39  | 0     | новый     |
| Ромская партия                                                                | серб. Ромска партија                                                                      | 14 631    | 0,36  | 1     | ▲1        |
| «Венгерское единство»                                                         | серб. Мађарска слога                                                                      | 12 940    | 0,32  | 0     | новый     |
| Коалиция «Воеводинские партии»                                                | серб. Коалиција „Војвођанске партије“                                                     | 7 359     | 0,18  | 0     | новый     |
| Демократическое сообщество Сербии                                             | серб. Демократска заједница Србије                                                        | 5 438     | 0,13  | 0     | новый     |
| Социал-демократия                                                             | серб. Социјалдемократија                                                                  | 4 909     | 0,12  | 0     | ▬         |
| Реформистская партия                                                          | серб. Реформистичка странка                                                               | 1 881     | 0,05  | 0     | новый     |
| Недействительные голоса                                                       |                                                                                           | 66 269    | 1,30  | -     |           |
| Всего                                                                         |                                                                                           | 4 033 586 | 100   | 250   |           |
| Зарегистрировано избирателей/Явка                                             |                                                                                           | 6.652.105 | 60,56 |       |           |

## Распределение мест в Скупщине
Сербская радикальная партия  (81)
 Демократическая партия   (64)
 Демократическая партия Сербии—«Новая Сербия»—«Единая Сербия  (47)
 G17+  (19)
 Социалистическая партия Сербии  (16)
 Либерально-демократическая партия—Гражданский альянс Сербии—Социал-демократическая партия—Лига социал-демократов Воеводины  (15)

## Итоги выборов
Первая сессия Скупщины 7-го созыва открылась 14 февраля 2007 года под председательством старейшего депутата — социалиста Борка Вучича (80 лет). Переговоры о формировании нового правительства велись между партией Тадича и партией Коштуницы в течение марта и апреля. 1 мая стало окончательно ясно, что переговоры зашли тупик. Заседание 7 мая длилось пятнадцать часов, сопровождаясь ожесточёнными словесными столкновениями между депутатами от Сербской радикальной партии и обеих демократических. Наконец, утром 8 мая главой Скупщины был избран Томислав Николич из Радикальной партии, в тот же день его заместителями стали Наташа Йованович (радикал), Радойко Обрадович (Демпартия Коштуницы) и Милютин Мрконич (Соцпартия). 11 мая лидеры Демпартии Тадича, партии Коштуницы и G17+ достигли соглашения о формировании нового правительства. В тот же день был поднят вопрос об отставке Николича с поста главы Скупщины. Дебаты начались 12 мая и закончились днём 13 мая, когда Николич подал в отставку. На следующий день последовало обсуждения Закона о министерствах и нового правительства. За тридцать минут до установленного законом срока, в 23:30 15 мая, Скупщина проголосовала за утверждение нового правительства, состоявшего из представителей Демпартии Тадича, Демпартии Коштуницы, партий «Новая Сербия» и G17+. Новый кабинет министров состоял из 22 министров и одного министра без портфеля. Возглавил правительство Воислав Коштуница, его заместителем стал Божидар Джелич (Демпартия Тадича). 23 мая новым главой Скупщины был избран Оливер Дулич (Демпартия Тадича), его заместителями стали социалист Божидар Делич, Милолюб Албиянич (G17+) и Эсад Джуджевич, как представитель парламентской группы партий этнических меньшинства.

## Наблюдатели
Выборы и избирательный процесс контролировали представители следующих организаций:
- Посольство Великобритании
- Посольство Соединённых Штатов Америки
- Посольство Словацкой Республики
- Демократическая партия России (РФ)
- Государственная Дума Федерального Собрания Российской Федерации (РФ)
- «Образование Плюс» (Македония)
- Содружество Независимых Государств
- «Инициатива Молодёжь за права человека» (Сербия)
- Офис Миссии Наблюдателей Европейского Союза в Белграде (ЕС)
- Национальный демократический институт по международным вопросам (США) — только в сербском посольстве в Вашингтоне (округ Колумбия)
- Комитет избирателей Украины (Украина)
- Организация по безопасности и сотрудничеству в Европе
- Ромский центр по стратегии, развитию и демократии (Сербия) — только на территории общины Лазаревац
- Парламентская Ассамблея Совета Европы (ЕС)
- Центр за свободные выборы и демократию (Сербия) — только в сербском посольстве в Вашингтоне, округ Колумбия